# Georgi Minoungou
Georgi Minoungou (Batiebly-Douibly, 25 luglio 2002) è un calciatore ivoriano, centrocampista del Seattle Sounders.

## Carriera

### Club
A partire dal 2021 ha giocato nelle giovanili del Vyškov, per poi passare in prestito al Tacoma Defiance nel 2022. Il 25 aprile ha debuttato in MLS Next Pro nell'incontro vinto ai rigori contro il S.J. Earthquakes II ed il 23 luglio ha segnato il suo primo gol nella partita vinta 3-0 contro lo Sporting K.C. II.
Acquistato a titolo definitivo al termine della stagione, nella primavera del 2023 ha disputato il ritiro pre stagione in Spagna con il Seattle Sounders, la squadra di Major League Soccer a cui il club di Tacoma risulta affiliato, ma ad aprile ha subito un'infezione ad un occhio che lo ha successivamente reso cieco da un lato. Ciò nonostante l'11 maggio seguente ha debuttato con i Sounders nell'incontro di US Open Cup perso 3-1 contro il LA Galaxy. Promosso stabilmente in prima squadra nel 2024, il 6 maggio ha debuttato in MLS nell'incontro pareggiato 0-0 contro il LA Galaxy ed il 3 ottobre, pochi mesi dopo aver firmato il suo primo contratto con il club, ha segnato il suo primo gol nella prima divisione statunitense contro il Vancouver Whitecaps.

### Nazionale
Nel 2020 ha giocato un incontro con la nazionale ivoriana Under-20.

## Statistiche

### Presenze e reti nei club
| Stagione        | Squadra          | Campionato      | Campionato | Campionato | Coppe nazionali | Coppe nazionali | Coppe nazionali | Coppe continentali | Coppe continentali | Coppe continentali | Altre coppe | Altre coppe | Altre coppe | Totale | Totale | Totale |
| Stagione        | Squadra          | Comp            | Pres       | Reti       | Comp            | Pres            | Reti            | Comp               | Pres               | Reti               | Comp        | Pres        | Reti        | Pres   | Reti   |        |
| --------------- | ---------------- | --------------- | ---------- | ---------- | --------------- | --------------- | --------------- | ------------------ | ------------------ | ------------------ | ----------- | ----------- | ----------- | ------ | ------ | ------ |
| 2022            | Tacoma Defiance  | MNP             | 18         | 2          | -               | -               | -               | -                  | -                  | -                  | -           | -           | -           | 18     | 2      |        |
| 2023            | Tacoma Defiance  | MNP             | 23         | 0          | -               | -               | -               | -                  | -                  | -                  | -           | -           | -           | 23     | 0      |        |
| 2024            | Tacoma Defiance  | MNP             | 16         | 2          | -               | -               | -               | -                  | -                  | -                  | -           | -           | -           | 16     | 2      |        |
| 2025            | Tacoma Defiance  | MNP             | 4          | 1          | -               | -               | -               | -                  | -                  | -                  | -           | -           | -           | 4      | 1      |        |
| 2023            | Seattle Sounders | MLS             | 0          | 0          | USCup           | 1               | 0               | -                  | -                  | -                  | LC          | 0           | 0           | 1      | 0      |        |
| 2024            | Seattle Sounders | MLS             | 14         | 1          | USCup           | 3               | 0               | -                  | -                  | -                  | LC          | 0           | 0           | 17     | 1      |        |
| 2025            | Seattle Sounders | MLS             | 13         | 0          | USCup           | 1               | 0               | CCC                | 4                  | 0                  | CmC+LC      | 1+0         | 0           | 19     | 0      |        |
| Totale carriera | Totale carriera  | Totale carriera | 88         | 6          |                 | 5               | 0               |                    | 4                  | 0                  |             | 1           | 0           | 98     | 6      |        |